# Centrals nuclears als Països Catalans
Les centrals nuclears als Països Catalans són instal·lacions destinades a la generació d'energia elèctrica mitjançant la fissió nuclear que estan o han estat operatives als Països Catalans.

## Operatives
- Central nuclear d'Ascó, dos reactors que sumen una potència bruta de 1.860 MWe (megawatts elèctrics):
  - Reactor Ascó I, potència bruta de 1.032,5 MWe,[1] reactor PWR.[2]
  - Reactor Ascó II, potència bruta de 1.027,2 MWe,[1] reactor PWR.[2]
- Central nuclear de Cofrents, un reactor de potència bruta de 1.092 MWe,[1] reactor BWR.[2]
- Central nuclear de Vandellòs, actualment un sol reactor operatiu, Vandellòs II, de potència bruta de 1.087,1 MWe,[1] reactor PWR.[2]

## No operatives
En procés de desmantellament
- Vandellòs I, reactor de la central nuclear de Vandellòs que té una potència bruta de 500 megawatts elèctrics, reactor nuclear de gas GCR.[2]